# Dirk Höfer

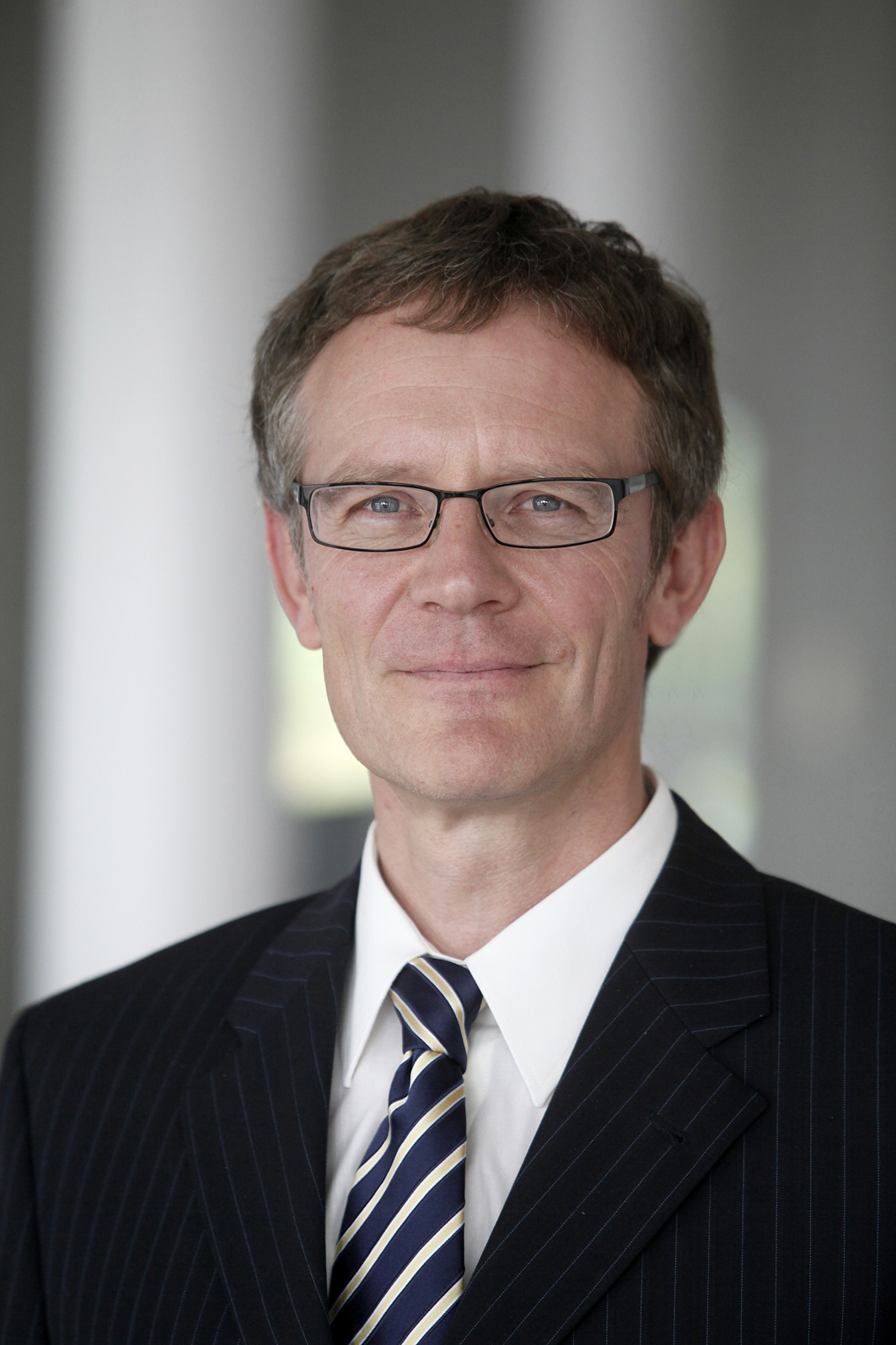
Dirk Hoefer (2010)

Dirk Höfer (* 29. Dezember 1961 in Bendorf am Rhein, Deutschland) ist ein deutscher Humanbiologe und Forscher mit dem Arbeitsschwerpunkt textil-abhängiger Gesundheitseinflüsse (Textilphysiologie).

## Leben
Dirk Höfer erwarb 1989 sein Diplom in Humanbiologie (theoretische Medizin) an der Universität Marburg. Von 1989 bis 2001 war er wissenschaftlicher Assistent am Anatomischen Institut der Universität in Würzburg. Im Jahr 1992 promovierte er auf dem Gebiet der Struktur und Funktion von Innenohrhaarzellen. 1998 habilitierte er sich zum Privatdozenten an der Medizinischen Fakultät der Universität Würzburg für das Fach Zellbiologie und Anatomie und bildete sich zum Fachanatom weiter. 2001 wechselte er an die Hohenstein Institute. Seit 2004 ist er Direktor der Life Science Abteilung Hygiene, Umwelt & Medizin und war von 2010 bis 2019 Stellvertretender Leiter des Hohenstein Instituts für Textilinnovation gGmbH. Im Jahr 2009 wurde er von der Pädagogischen Hochschule Freiburg zum außerplanmäßigen Professor ernannt, wo er an der Fakultät 3, Institut für Alltagskultur, Bewegung und Gesundheit, tätig ist.
Im Laufe seiner 24-jährigen Forscherlaufbahn (1989–2013) arbeitete er an Struktur-/Funktionsbeziehungen von Werkstoffen mit lebenden Systemen. Er entwickelte Medizintextilien mit Schutz- und Therapiefunktion und verfeinerte Methoden und Modelle, um die Wirkung von Materialien im Kontakt zum Menschen oder Mikroorganismen zu untersuchen. Hierzu entwickelte er spezielle in vitro-Zellsysteme und Feldversuche, um Werkstoffoberflächen für den Einsatz in Medizin und Hygiene nutzbar zu machen, wie z. B. ein standardisiertes, biomimetisches Modell der menschlichen Haut, mit dessen Hilfe sich die physiologischen Eigenschaften von Werkstoffen, Kleidung oder Kosmetika unter Laborbedingungen anwendungsnah beurteilen und optimieren lassen, sowie neurophysiologische Messmethoden zur Perzeption und Akzeptanz körpernaher Produkte bei Probanden.
Dirk Höfer ist Gutachter für nationale und internationale Fachjournale. Durch zahlreiche Vorträge und mehr als einhundert Veröffentlichungen sowie den Lehrauftrag an der Pädagogischen Hochschule Freiburg konnte er die Lehre gesundheitsfördernder Alltagskleidung und therapeutisch/präventiver Medizintextilien für die Erhaltung der Gesundheit in der wissenschaftlichen Welt voranbringen.

## Tätigkeitsbereiche
- Bekleidung und Gesundheit
- Struktur-/Funktionsbeziehungen von (flexiblen) Werkstoffen mit lebenden Systemen
- Entwicklung therapeutischer und präventiver Medizinprodukte
- Biofunktionalisierung von Werkstoffoberflächen
- Sensorik und Perzeption an der Haut
- Wechselwirkungen von Materialien mit Mensch und Mikroorganismen
- Sicherheit und Wirksamkeit funktioneller Medizintextilien (Textilhygiene)

## Veröffentlichungen

### Bücher
- 1992 Untersuchungen über die Actin-Organisationsformen des auditorischen Innenohrepithels und der Netzhaut beim Huhn (Dissertation)
- 1998 	Immunzytochemische Charakterisierung von chemorezeptiven Epithelzelltypen des Magen-Darm-Trakts und des Vomeronasalorgans (Habilitation)

### Fachartikel
- Taste receptor-like cells in the gut identified by expression of α-gustducin. In: PNAS 93: 6631-6634(1996)
- From cytoskeleton to polarity and chemoreception in the gut epithelium. In: Annals of the New York Academy of Sciences 859: 75-84 (1998)
- Medical Textiles and Skin Equivalents. In: Journal of Textile and Apparel, Technology and Management 3(2): 1-3 (2003)
- Sorting of actin isoforms in chicken auditory hair cells. In: Journal of Cell Science 110: 765-770 (1997)
- Chemosensory perception in the gut. In: News Physiol Sci 14: 18-23 (1999)
- Three different actin assemblies occur in every hair cell: Each contains a specific actin crosslinking protein. In: Journal of Cell Biology 112: 641-651 (1991)
- Biologisierte Textilimplantate für die personalisierte Regenerationsmedizin. In: Deutsche Zeitschrift für Klinische Forschung 1/2 2011: 22-23 (2011)
- Evaluation of the Tissue Toxicity of antiseptics by the Hen’s egg test on the Chorioallantoic membrane (HETCAM). In: European Journal of Medical Research 15: 1-6 (2010)
- Infection risk by dermatophytes during storage and after domestic laundry and their temperature-dependent inactivation. In: Mycopathologia 171: 43-49 (2011)
- Antimicrobial active clothes display no adverse effects on the ecological balance of the healthy human skin microflora. In: ISRN Dermatology; Volume 2011, Article ID 369603, doi:10.5402/2011/369603 (2011)
- Effects of cigarette smoke residues from textiles on fibroblasts, neurocytes and zebrafish embryos and nicotine permeation through human skin. In: International Journal of Hygiene and Environmental Health 214(5): 384-391 (2011)
- Welche Rolle spielen textile Oberflächen in der Infektionskette? In: Hygiene & Medizin 10: 400-403 (2012)
- A model of the transmission of microorganisms in a public setting and its correlation to pathogen infection risks. In Journal of Applied Microbiology 112(3): 614 - 21 (2012)
- Thinking behind clothing – The effect of clothing systems on mental performance. In: Arab Medical Hygiene 4: 11-17 (2012)
- Einsatz von textilen Heizelementen im Gesundheitswesen. In: Technische Textilien 6: 276 (2009)
- A novel in situ self-dissolving needle web based on medicated cellulose hollow fibres with drug delivery features. In: The Open Medical Devices Journal 3: 1 - 8 (2012)
- 45S5 Bioglass®-based 3D-scaffolds seeded with human adipose tissue-derived stem cells (hASC) induce in vivo vascularisation in the CAM angiogenesis assay. In: Tissue Engineering Part A: Epub (2013)
- Buchbeitrag: Vliesstoffe für die Hygiene. Buchbeitrag Vliesstoffe, ISBN 3-527-29535-6: 481-488 (2000)
- Zeitschriftenbeiträge: Gesundheit und Kleidung. In: Unterricht Biologie 352 (2010)